# اوبرلیگا غربی
اوبرلیگا وست (به آلمانی: Oberliga West) به‌معنای لیگ برتر غرب، نام یکی از ۵ زیرمجموعهٔ نظام طبقه‌بندی لیگ‌ها در غرب آلمان بود که در سال ۱۹۴۷ تأسیس شد و در سال ۱۹۶۳ با روی کار آمدن و تاسیس‌شدن بوندس‌لیگا، از ادامهٔ فعالیت بازماند. این لیگ مسابقات ایالت نوردراین-وستفالن را پوشش می‌داد و زیرمجموعهٔ آن اوبرلیگا وست ۲ بود. از اعضای مؤسس آن می‌توان به بروسیا دورتموند، شالکه ۰۴، آلمانیا آخن و فورتونا دوسلدورف اشاره کرد. تیم کلن با کسب ۴۶۶ امتیاز، پرافتخارترین باشگاه این لیگ به حساب می‌آید.